# Oscar Dickson
Oscar Dickson o Oskar Dickson (Göteborg, 2 dicembre 1823 – Stoccolma, 6 giugno 1897) è stato un esploratore, imprenditore e filantropo svedese di origini scozzesi.
Al suo tempo era considerato uno degli uomini più ricchi di Svezia.

## Biografia
Dickson fu socio di una compagnia proprietaria di navi e segherie. La segheria di Baggböle finì alla ribalta la prima volta quando James Dickson Jr fu citato in tribunale nel 1850. L'accusa era di aver tagliato legna che apparteneva al re.
Dickson fu fortunato ad evitare una condanna. La segheria trattò migliaia di alberi nel XIX secolo.

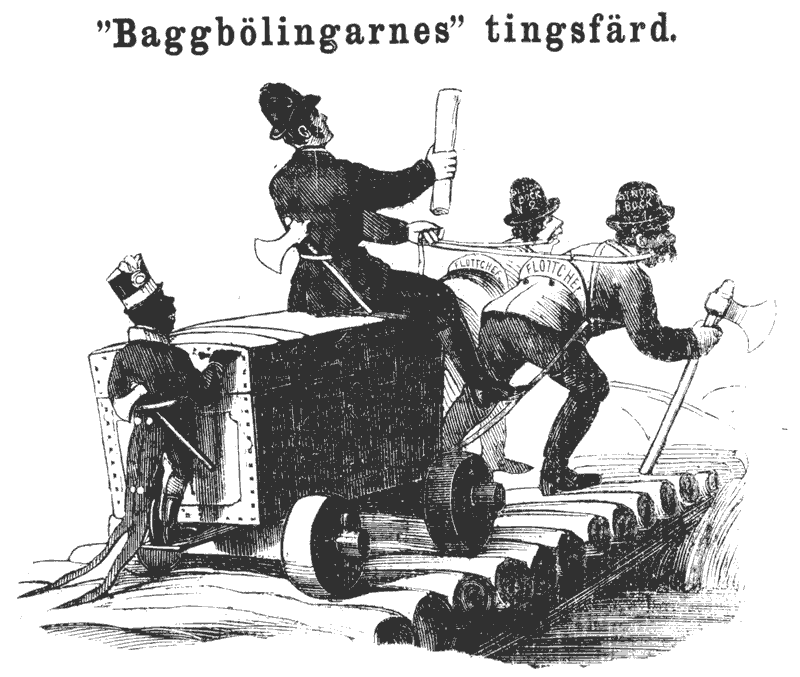
Vignetta satirica del 1867 raffigurante Oscar Dickson, allora dirigente

Lo sfruttamento degli alberi della corona non poté proseguire e nel 1866-1867 la compagnia fu citata nuovamente in giudizio, venendo obbligata ad evitare l'uso di legname del re. Oscar Dickson e la compagnia furono raffigurati in vignette satiriche. Fu questo il periodo in cui il neologismo svedese "Baggböleri" apparve nella carta stampata come sinonimo di "sfruttamento delle foreste".
Dickson, assieme a re Oscar II di Svezia ed a Aleksandr Michajlovič Sibirjakov, fu il finanziatore di numerose spedizioni artiche nel XIX secolo. Finanziò le esplorazioni canadesi di Adolf Erik Nordenskiöld, la spedizione Vega e quelle russe di Artide e Groenlandia, così come il viaggio polare di Fridtjof Nansen a bordo della Fram.
Sempre incuriosito dall'Artide, Oscar Dickson contribuì a finanziare numerose importanti avventure polari tra gli anni 1860 e 1900. Dickson divenne barone nel 1885 per volere di re Oscar, e membro dell'Accademia reale svedese delle scienze a partire dal 1878.

## Riconoscimenti
- L'isola di Dikson nel mare di Kara prende il nome da Oscar Dickson.[4]